# Lädi
Das Lädi war ein Getreidemass im Schweizer Kanton Graubünden.
Diesem Mass lag der Mütt des Kantons zu Grunde, da es in den anderen Schweizer Regionen grosse Unterschiede hatte.
- 1 Lädi = 8 Mütt/Muid/Mütte = 44 Viertel = 176 Quartane = 1319,68 Liter
- 1 Mütt = 8316 Pariser Kubikzoll = 1,0997 Schweizer Malter (neu) = 164,96 Liter[1]